# فانيانو ألتو
فانيانو ألتو (بالإيطالية: Fagnano Alto)‏ هي بلدية في مقاطعة لاكويلا في إقليم أبروتسو الإيطالي.

## السكان
في سنة 1861 بلغ عدد السكان 1٬962 نسمة، وتطور العدد ليصل في سنة 2011 لـ 440 نسمة.
يظهر هذا المخطط البياني تطور النمو السكاني لـ فانيانو ألتو

## توأمة
لفانيانو ألتو اتفاقيات توأمة مع كل من:
- فالمونتون
- مونتيركي